# Kensuke Fujiwara
Kensuke Fujiwara (japanisch 藤原 健介 Fujiwara Kensuke; * 21. Dezember 2003 in Iwata, Präfektur Shizuoka) ist ein japanischer Fußballspieler.

## Karriere
Kensuke Fujiwara erlernte das Fußballspielen in der Jugendmannschaft von Júbilo Iwata. Hier unterschrieb er auch am 1. Februar 2022 seinen ersten Vertrag. Der Verein aus Iwata, einer Stadt in der Präfektur Shizuoka, spielte in der ersten Liga, der J1 League. Sein Erstligadebüt gab Kensuke Fujiwara am 5. November 2022 (34. Spieltag) im Heimspiel gegen Kyōto Sanga. Bei dem 0:0-Unentschieden wurde er in der 80. Minute für Yasuhito Endo eingewechselt. Am Ende der Saison musste er mit Iwata als Tabellenletzter in die zweite Liga absteigen. 2023 gelang ihm mit dem Verein als Vizemeister der zweiten Liga der direkte Wiederaufstieg in die erste Liga. Mitte Juni 2024 wechselte er auf Leihbasis bis Saisonende 2024 zum Drittligisten Giravanz Kitakyūshū. Für den Verein aus ... bestritt er zwanzig Ligaspiele. Nach der Ausleihe kehrte er zu Iwata, der am Ende der Saison 2024 in die zweite Liga abgestiegen war, zurück.

## Erfolge
Júbilo Iwata
- Japanischer Zweitligavizemeister: 2023